# Bipunctiphorus dimorpha
Bipunctiphorus dimorpha là một loài bướm đêm thuộc họ Pterophoridae. Loài này phân bố từ Seychelles, Nam Phi, Kenya, La Réunion, Madagascar và Tanzania.